# Liam Fontaine
Liam Vaughan Henry Fontaine (né le 7 janvier 1986 à Beckenham, dans le Grand Londres), est un footballeur anglais. Il joue depuis 2018 au poste de défenseur pour le FC Édimbourg.

## Carrière
Le 16 janvier 2006, Liam Fontaine est prêté par Fulham à Bristol City. À l'intersaison, Bristol recrute Fontaine, alors âgé de 20 ans, sur la base d'un transfert définitif. En janvier 2012, il signe une prolongation de contrat et se lie avec Bristol City jusqu'à l'été 2014.
Le 25 août 2014 il rejoint Hibernian.
Le 31 janvier 2018, il rejoint Ross County.

## Palmarès
- Hibernian FC
  - Vainqueur de la Coupe d'Écosse : 2016
  - Champion de la D2 en 2017

- Ross County
  - Champion de la D2 en 2019
  - Vainqueur de la Challenge Cup : 2019